# 江松
江松（1963年1月—），男，籍贯四川平昌，生于四川达县，中国应用数学家，北京应用物理与计算数学研究所研究员，中国科学院院士，从事可压缩流体力学数学理论、计算方法及应用研究。

## 生平
1982年毕业于四川大学数学系，1984年取得西安交通大学硕士学位，1988年取得波恩大学博士学位。后任北京应用物理与计算数学研究所研究员。2015年当选中国科学院院士。
2023年4月，任第九届国家自然科学基金委员会副主任。